# Skånsk blombagge
Skånsk blombagge (Anogcodes ferrugineus) är en skalbaggsart som först beskrevs av Franz Paula von Schrank 1776.  Skånsk blombagge ingår i släktet Anogcodes, och familjen blombaggar. Arten är reproducerande i Sverige.